# Sarphatipark 124
Het gebouw Sarphatipark 124 is een woonhuis in Amsterdam-Zuid.
Het woonhuis dateert uit 1889/1890 en staat aan de zuidkant van het Sarphatipark. Aan deze kant staan slechts twee gemeentelijke monumenten, de ander is Sarphatipark 40-42 (De gehele noordkant is gemeentelijke monument). Tussen het pand en het park ligt in wezen de Ceintuurbaan, maar die werd hier omgedoopt tot Sarphatipark. Het gebouw heeft een afwijkend uiterlijk voor de buurt. De architect Johannes Wolbers (1858-1932) tekende een gebouw, dat doet denken aan een chalet uit het Alpengebied. Andere gebouwen in de buurt zijn neergezet in de eclectische bouwstijl. Het dak en de aanwezige erkers worden gedragen door een houten constructie waarbij het dak enigszins uitsteekt (overstek), wat in deze buurt zelden het geval is.. Naast de genoemde kenmerken valt de donkerrode kleur van de bakstenen op, terwijl de bogen boven de ramen juist een lichtere kleur hebben meegekregen.
Het gebouw wordt dikwijls ontsierd door graffiti op de natuurstenen borstwering.
Wolbers is ook verantwoordelijk voor de villawijk ten zuiden van het Vondelpark, ook daar staan meerdere panden met een chaletdak. 